# Eupithecia spadiceata
Eupithecia spadiceata is een vlinder uit de familie spanners (Geometridae). De wetenschappelijke naam is voor het eerst geldig gepubliceerd in 1933 door Zerny.
De soort komt voor in het Nabije Oosten, Rusland, Hongarije, Oekraïne en Italië.